# Britt Berglund
Britt Berglund er dansk radiovært og speaker. Hun er vært på P4-landsprogrammet "Diva og Dario" på P4 sammen med Dennis Johannesson.
Har været på flere lokalradioer i 90’erne, continutityspeaker på TV3, DR2 og DR1.  